# Results May Vary
Results May Vary (рус. Результаты могут отличаться) — четвёртый студийный альбом американской ню-метал-группы Limp Bizkit, выпущенный 23 сентября 2003 года лейблами Flip Records и Interscope Records. На момент записи альбома группу покинул их гитарист Уэс Борланд, и его место занял Майк Смит, бывший гитарист группы Snot.
Группа показала себя с новой стороны, альбом был написан в лирическом стиле. Хотя альбом всё же содержал элементы хип-хопа и метала, он также расширился до других музыкальных стилей включая альтернативный рок, акустику, фанк и джаз. Это также показало, что в альбоме меньше речитатива и больше интроспективных текстов песен, связанных с разбитым сердцем, запугиванием и жалостью к себе. Предполагаемая связь Бритни Спирс с Фредом Дёрстом (отрицаемая Спирс) во время совместной работы над её альбомом, выпущенным в 2003 году In the Zone была вдохновением для материала альбома. Для продвижения альбома были выпущены два сингла «Eat You Alive» и кавер на песню группы The Who «Behind Blue Eyes». В клипе «Eat You Alive» снялись актёры Тора Бёрч и Билл Пэкстон, а для клипа к песне «Behind Blue Eyes» была приглашена Хэлли Берри.
Results May Vary был последним студийным альбомом Limp Bizkit, выпущенным до перерыва группы, который был объявлен в начале 2006 года, продолжавшийся три года.

## Предыстория и запись
В октябре 2001 года на своём сайте Уэс Борланд оставил сообщение, в котором он пишет, что не видит смысла продолжать свою карьеру, как участник Limp Bizkit. Борланд объяснил, почему он покинул Limp Bizkit; он сказал: «Я мог бы, вероятно, и продолжать играть роль гитариста Limp Bizkit, но в музыкальном плане мне было уже скучно. Если бы я продолжил, то это было бы из-за денег, а не из любви к истинной музыке. Я не хочу лгать ни себе, ни им, ни фанатам Limp Bizkit».
Дёрст говорил: «Пришлось „прочёсывать“ весь мир, чтобы найти Борланду замену». После проведения общенационального прослушивания для нового гитариста, «Put Your Guitar Where Your Mouth Is» (с англ. — «Поставь свою гитару там, где у тебя рот»), группа решила, что Майк Смит, бывший участник Snot, идеально подходит для замены Борланда. Но позже, после ссоры со Смитом, Дёрст сказал на одном из фан-сайтов: «Мы из тех людей, которые остаются верными нашим инстинктам и в любой момент будут действовать в соответствии с интуицией в целом. Майк не был таким парнем. Мы весело проводили время, играя с ним, но в глубине души всегда знал, что он находится не там, где нам хотелось бы».
Дёрст написал более 30 песен с барабанщиком Limp Bizkit Джоном Отто и басистом Сэмом Риверсом. Во время производства Results May Vary Дёрст слушал The Cure, Пэтси Клайн, Mazzy Star и классическую музыку.

### Название
Вариантами названия для альбома были «Bipolar» и «Panty Sniffer», но в итоге группа решила назвать альбом Results May Vary (с англ. — «Результаты могут отличаться»). Другими рабочими названиями были «Less Is More», «Fetus More», «Surrender» и «The Search for Teddy Swoes». Готовый продукт собрал песни из ряда сессий. 20 августа 2003 года Фред Дёрст опубликовал на веб-сайте Limp Bizkit: «Название альбома — «Results May Vary». Как таблетка, реакция каждого человека на неё будет разной».

## Музыка и тексты
«Этот альбом о том, чтобы немного войти в контакт с самим собой, и возможно, принять тот факт, что вы не можете всё контролировать или изменять, и это так. Иногда речь идёт о том, что меньше значит больше. Всё дело в корнях. Думая об этом гигантском дереве, которое вы считаете таким прекрасным, оно началось с этого простого корня. Так что «меньше значит больше» — это своего рода и есть тема альбома».
Results May Vary был записан под руководством Фреда Дёрста, Рика Рубина и Терри Дэйта, и отличается от привычного звучания Limp Bizkit. Хотя альбом содержит элементы ню-метала, рэп-метала и рэп-рока, музыка в нём экспериментирует с другими жанрами: психоделия, альтернативный рок, хард-рок, джаз, акустика и фанк. Results May Vary, который был более мелодичный, чем предыдущие альбомы Limp Bizkit, был сравнен со звучанием Джона Мейера, Bon Jovi, Primus, Linkin Park, Staind и Jane's Addiction (включая альбом Nothing's Shocking). С изменением звучания группы, в альбоме меньше рэпа, больше чистого пения и мелодичности, чем в предыдущих альбомах Limp Bizkit. Обозреватель The Observer назвал альбом Limp Bizkit «самой безопасной, самой пешеходно-звучащей записью», а Джо Д'Анджело из MTV назвал альбом «самым личным альбомом группы на сегодняшний день». По словам Д'Анджело, треть контента альбома показывает, что у Дёрста «есть настоящие чувства, кроме ярости, страха и тщеславия, под его вездесущей бейсболкой». Дёрст описал альбом как «более грустный и глубокий» и демонстрирует его «более мягкую, более чувствительную часть». Песни на Results May Vary довольно эмоциональные и выразительные, кричащий вокал, в основном, отсутствует (за исключением песни Eat You Alive).

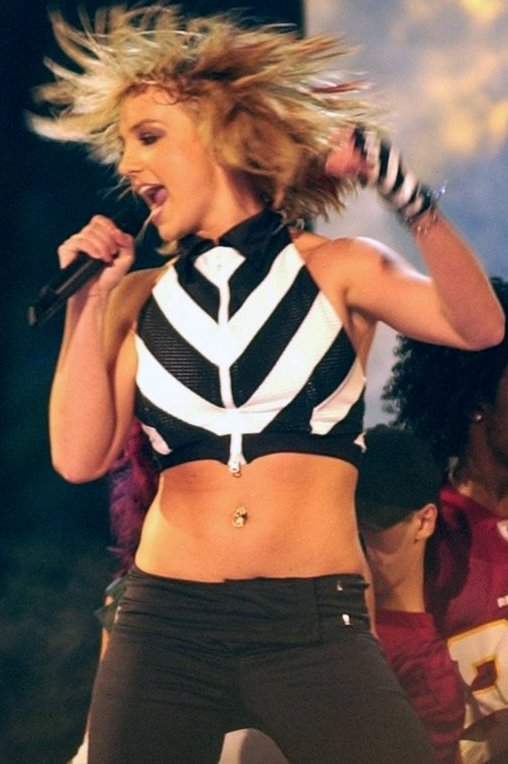
Бритни Спирс (на фото) отрицает, что была в отношениях с Дёрстом.

Ходили слухи, что Фред Дёрст и Бритни Спирс были в отношениях, которые послужили лирическим вдохновением для некоторых материалов альбома Results May Vary. Дёрст написал три песни для альбома Спирс In the Zone. Дёрст и Спирс вместе работали над этими песнями в студии. После того, как Спирс отрекла эти отношения, Дёрст решительно не стал эти три песни включать в её альбом. В аранжировке песни «Behind Blue Eyes» (кавер The Who) группа использовала игрушку Speak & Spell. Трек «Head For The Barricade» позаимствован из песни «Stick ’Em» группы The Fat Boys. Строка «Once again back it’s the incredible» из трека «Phenomenon» была позаимствована из песни «Bring the Noise» группы Public Enemy. Альбом демонстрирует более мрачную сторону Limp Bizkit, с более серьёзными, менее уверенными текстами, чем предыдущие песни. Тексты песен с альбома включают в себя издевательства, прошлое Дёрста, жалость к себе, предательство, боль из детства, разбитое сердце, чувство недопонимания, любовь и взгляды Дёрста на MTV и радио. Что касается «Down Another Day», Джо Д'Анджело из MTV затруднился поверить в то, что слова, похожие на Джона Мейера, могли быть написаны Дёрстом, которого, по словам Д’Анджело, недавно сравнивали с одной из строчек текста песни Break Stuff «chainsaw and threatened to skin your ass raw». Песня «Eat You Alive», как сообщалось, о Бритни Спирс или Анджелине Джоли (которой Дёрст восхищался). По словам Дёрста, «Крик в припеве песни «Eat You Alive» подобен анималистическому, сексуальному, сумасшедшему, примитивному рёву» и тому желанию, которое сопровождало это поведение. Дёрст сказал, что «Just Drop Dead» не был (как предполагалось) о Бритни Спирс, но был вдохновлён его опытом с ней и другими женщинами. Кроме того, Дёрст сказал, что «Just Drop Dead» «о девушке, которая ведёт себя как шлюха». Песня «Undernearth The Gun», по словам Дёрста, о самоубийстве, и борьбе, которую вы можете иметь, когда конец вашей жизни становится выбором».

## Коммерческое исполнение

### Продвижение

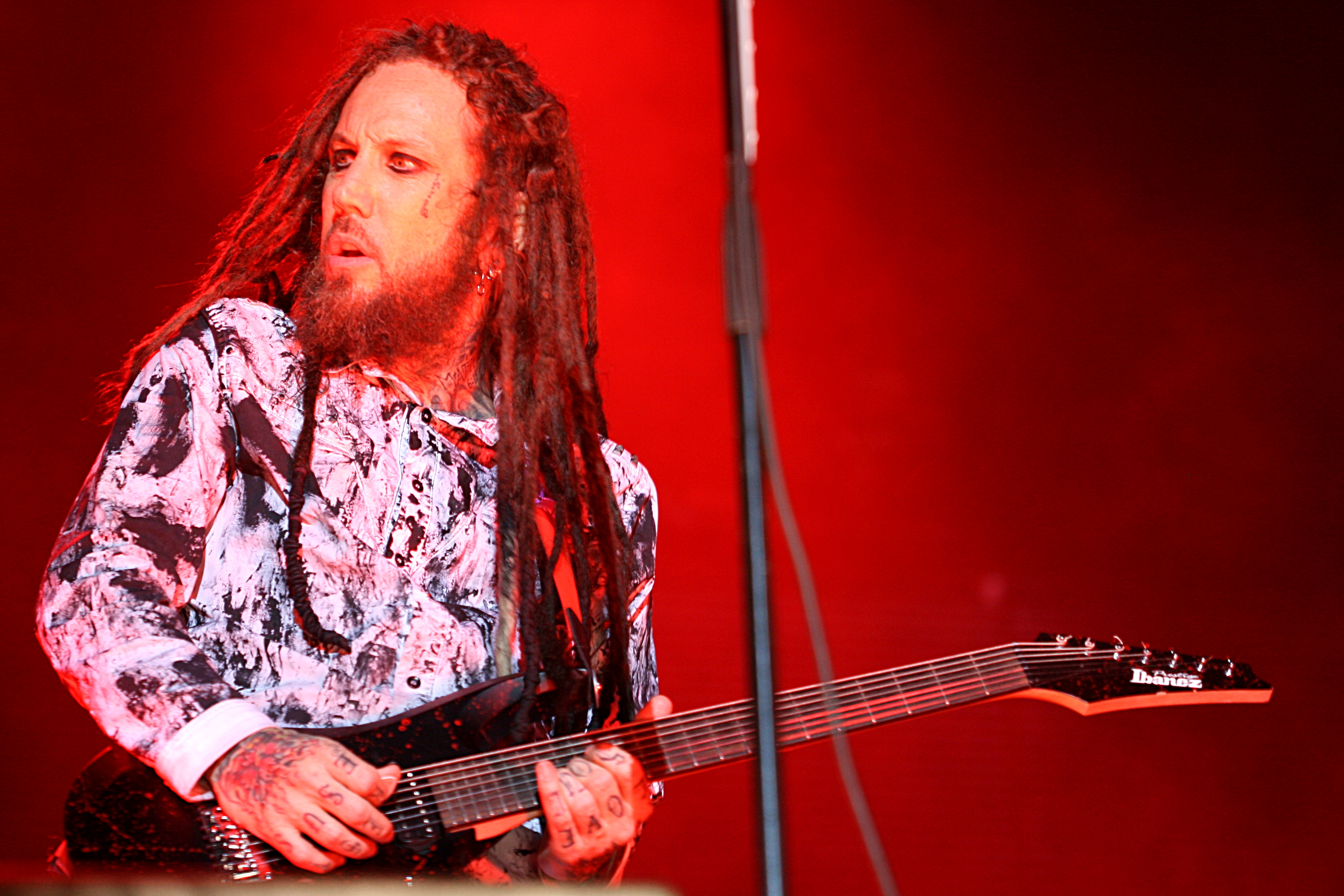
Брайан «Хэд» Уэлч (на фото) принимал участие в записи песни Limp Bizkit «Build A Bridge», которая вошла в альбом Results May Vary.

Для продвижения альбома, Дёрст снял видеоклипы к песням «Eat You Alive» и «Behind Blue Eyes», в которых снимались актрисы Тора Бёрч и Хэлли Берри соответственно. Видеоклип «Eat You Alive» был показан на MTV перед выходом Results May Vary, и альбом был представлен на Total Request Live. Limp Bizkit собирались снять видеоклип к песне «Build A Bridge», но впоследствии он не был снят. Limp Bizkit также записали песню «Crack Addict», которую группа не включила в треклист альбома, несмотря на то, что они хотели её выпустить как первый сингл с Results May Vary.
Вышедший 23 сентября 2003 года, альбом Results May Vary достиг 3-й позиции в чарте Billboard 200, продав не менее 325 000 копий за первую неделю после релиза, положив конец серии альбомов Limp Bizkit, которые достигали 1-й позиции в этом чарте. За 3 недели после выпуска, альбом был продан как минимум 500 000 копий, а спустя 13 недель после выпуска было продано не менее 1 000 000 копий. Results May Vary получил платиновую сертификацию от Американской ассоциации звукозаписывающих компаний 3 июня 2008 года и золотую от Британской ассоциации производителей фонограмм 10 октября 2003 года. Всего в Соединённых Штатах было продано 1 337 356 копий. Песня  «Behind Blue Eyes» достигла 71-й позиции в чарте Billboard Hot 100 и 25-й позиции в чарте Mainstream Top 40. Песня «Eat You Alive» достигла 16-й позиции в Mainstream Rock Chart и 20-й в Modern Rock Tracks. Несмотря на то, что песня «Almost Over» не была выпущена как сингл, она достигла 33-й позиции в чарте Mainstream Rock Chart. Results May Vary имел меньший успех, чем предыдущие альбомы Limp Bizkit, такие как Significant Other и Chocolate Starfish and the Hot Dog Flavored Water.

### Турне
После релиза Results May Vary Limp Bizkit присоединились к группе Korn в туре Back 2 Basics Tour, спонсируемый Xbox, который был запланирован на ноябрь 2003 года. Однако во время концерта в Нью-Йорке Дёрст был сбит объектом, брошенным из толпы. Дёрст спел оставшиеся две песни из сет-листа Limp Bizkit, и после концерта у Дёрста было обнаружено семь стежков, которыми занимался впоследствии частный врач. В конце 2003 года Limp Bizkit отменили даты своих туров по Юго-Восточной Азии после того, как  Государственном департаменте США появилось предупреждение об усилении угроз безопасности за рубежом. Несмотря на то, что они не выступали в Юго-Восточной Азии, Limp Bizkit выступили в Южной Корее и Японии. В январе 2004 года появились слухи о том, что Limp Bizkit собирались в тур с рок-группы Kiss, но группа не смогла с ними выступить, ссылаясь на конфликты во время планирования.

## Критический прием
| Совокупная оценка              | Совокупная оценка |
| Источник                       | Оценка            |
| ------------------------------ | ----------------- |
| Metacritic                     | 33/100            |
| Оценки критиков                |                   |
| Источник                       | Оценка            |
| AllMusic                       | [ 14 ]            |
| Alternative Press              | [ 57 ]            |
| Entertainment Weekly           | C−                |
| The Guardian                   | [ 21 ]            |
| The Essential Rock Discography | 4/10              |
| NME                            | [ 20 ]            |
| The Observer                   | [ 4 ]             |
| Q                              | [ 59 ]            |
| Rolling Stone                  | [ 24 ]            |
| The Rolling Stone Album Guide  | [ 60 ]            |

Results May Vary получил «в целом неблагоприятные отзывы» от музыкальных критиков, на сайте-агрегаторе Metacritic оценка альбома составляет 33 из 100 баллов на основе 11 рецензий.
Стивен Томас Эрлевайн, обозреватель AllMusic, написал следующее: «Музыка лишена мелодии и не энергична, всё внимание сосредоточено на „клоунских“ выпадах и криках; задолго до того, как прослушивание записи завершится, вы зададитесь вопросом, когда чёрт возьми закончится это безобразие?». Кроме того, рецензент The Guardian Кэролайн Салливан также негативно отозвалась об альбоме, однако завершая свой обзор добавила, что из-за разнообразия стилей на Results May Vary «Limp Bizkit нельзя обвинить в гнетущем рэп-рок-гетто». Также она написала: «Проблемы Дёрста вечны — и кого-то это до сих пор волнует?». Журнал Stylus раскритиковал Results May Vary, назвав его «альбомом, который можно охарактеризовать только как ужасный». Yahoo! Launch также раскритиковал Results May Vary сказав: «Нет, Фред, результаты не меняются. Результаты единообразны на всём вашем новом альбоме — неизменно дрянные».
Несмотря на то, что альбом получил, в основном, негативные отзывы, по словам Spin «альбом не так уж и ужасен». Том Дэй из MusicOMH писал: «В конечном счёте, этот альбом не является ни дерьмом, ни ослепительно хорошим, и результаты действительно меняются». Sun-Sentinel также положительно отозвался о Results May Vary, назвав работу «феноменальной», и хваля песню «Behind Blue Eyes» и «Build A Bridge», описав как «мягкую и в то же время тяжёло-прогрессивную». Стив Эплфорд из Chicago Tribune дал альбому смешанный обзор, на котором написано: «Музыка достигает удивительной утончённости с новыми текстурами, как акустическими, так и электронными. Дёрст также не так часто бывает неприятен; в то же время его песням слишком часто недостает той резкой мелодической искры, которая когда-то превращала его бред в поп-хиты».

## Список композиций
| №                   | Название                                                       | Текст песни         | Музыка                           | Длительность |
| ------------------- | -------------------------------------------------------------- | ------------------- | -------------------------------- | ------------ |
| 1.                  | «Re-Entry»                                                     | Фред Дёрст          | Дёрст, Джон Отто, Сэм Риверс     | 2:37         |
| 2.                  | «Eat You Alive»                                                | Дёрст               | Дёрст, Отто, Риверс, Смит        | 3:57         |
| 3.                  | «Gimme The Mic»                                                | Дёрст               | Дёрст, Отто, Риверс, Смит        | 3:05         |
| 4.                  | «Underneath The Gun»                                           | Дёрст               | Дёрст, Отто, Риверс, Смит        | 5:42         |
| 5.                  | «Down Another Day»                                             | Дёрст               | Дёрст, Отто, Риверс              | 4:06         |
| 6.                  | «Almost Over»                                                  | Дёрст               | Дёрст, Отто, Риверс, Смит        | 4:38         |
| 7.                  | «Build A Bridge» (совместно с Брайаном «Хэдом» Уэлчем из Korn) | Дёрст               | Дёрст, Отто, Риверс, Брайан Уэлч | 3:57         |
| 8.                  | «Red Light-Green Light» (совместно с Snoop Dogg)               | Snoop Dogg, Дёрст   | DJ Lethal                        | 5:36         |
| 9.                  | «The Only One»                                                 | Дёрст               | Дёрст, Отто, Риверс, Смит        | 4:08         |
| 10.                 | «Let Me Down»                                                  | Дёрст               | Дёрст, Отто, Риверс              | 4:16         |
| 11.                 | «Lonely World»                                                 | Дёрст               | Дёрст, Отто, Риверс, Смит        | 4:34         |
| 12.                 | «Phenomenon»                                                   | Дёрст               | Дёрст, Отто, Риверс, DJ Lethal   | 3:59         |
| 13.                 | «Creamer (Radio Is Dead)»                                      | Дёрст               | Дёрст, Отто, Риверс              | 4:30         |
| 14.                 | «Head For The Barricade»                                       | Дёрст               | Дёрст, Отто, Риверс, Смит        | 3:34         |
| 15.                 | «Behind Blue Eyes» (кавер группы The Who)                      | Пит Таунсенд        | Таунсенд                         | 6:05         |
| 16.                 | «Drown»                                                        | Дёрст               | Дёрст, Риверс                    | 3:51         |
| Общая длительность: | Общая длительность:                                            | Общая длительность: | Общая длительность:              | 68:35        |

| №                   | Название            | Длительность |
| ------------------- | ------------------- | ------------ |
| 17.                 | «Shot»              | 3:45         |
| 18.                 | «Just Drop Dead»    | 4:02         |
| Общая длительность: | Общая длительность: | 76:22        |

| №                   | Название            | Длительность |
| ------------------- | ------------------- | ------------ |
| 17.                 | «All That Easy»     | 1:32         |
| 18.                 | «Take It Home»      | 1:41         |
| Общая длительность: | Общая длительность: | 71:48        |

| №                   | Название            | Длительность |
| ------------------- | ------------------- | ------------ |
| 17.                 | «Let It Go»         | 5:10         |
| 18.                 | «Armpit»            | 3:52         |
| Общая длительность: | Общая длительность: | 77:37        |

## Участники записи
Limp Bizkit
- Фред Дёрст — вокал, концепция, художественное оформление, дизайн обложки, гитара, фотография, продюсер, композитор, тексты песен
- DJ Lethal — проигрыватели, клавиатуры, сэмплы, программирование, продюсер
- Джон Отто — ударные, перкуссия
- Сэм Риверс — бас-гитара
- Майк Смит — гитара

Оформление
- Кори Дёрст — фотограф
- Джим Маршалл — фотограф

Композиторы и приглашенные музыканты
- Snoop Dogg — вокал «Red Light — Green Light», текст песни
- Брайан «Head» Уэлч — гитара «Build A Bridge»
- Артур Бейкер — композитор
- Роджер Болл — композитор
- Эрик Барьер — композитор
- Малкольм «Молли» Дункан — композитор
- Уильям Гриффин — композитор
- Марк «Принц Марки Ди» Моралес — композитор
- Джон Роби — композитор
- Пит Таунсенд — композитор
- Эллис Уильямс — композитор

Производство
- J.D. Andrew — ассистент
- Майкл «Элвис» Баскетт — инженер
- Билли Бауэрс — инженер
- Джейсон Карсон — ассистент
- Серхио Чавес — помощник
- Джейсон Дейл — инженер
- Терри Дэйт — инженер, продюсер
- Нил Ферраццани — помощник
- Дэйв Холдредж — звукорежиссёр, инженер
- Брайан Хамфри — помощник
- Джун Ишизэки — ассистент
- Аарон Лепли — ассистент
- Стивен Маркуссен — мастеринг
- Джон Моррикал — помощник
- Брендан О’Брайн — сведение
- Зак Одом — помощник
- Майкл Паттерсон — сведение
- Стив Робиллард — помощник
- Рик Рубин — продюсер
- Эндрю Шепс — инженер
- Джордан Шур — исполнительный продюсер
- Джейсон Спирс — помощник
- Марк Валентин — помощник
- Стюарт Уитмор — звукорежиссёр
- Ульрих Вильд — инженер

## Позиции в чартах и сертификации
| Чарт (2003)         | Высшая позиция |
| ------------------- | -------------- |
| Австралия           | 2              |
| Австрия             | 1              |
| Бельгия (Фландрия)  | 10             |
| Бельгия (Валлония)  | 18             |
| Канада              | 3              |
| Дания               | 6              |
| Нидерланды          | 11             |
| Финляндия           | 7              |
| Франция             | 19             |
| Германия            | 1              |
| Новая Зеландия      | 2              |
| Норвегия            | 10             |
| Португалия          | 4              |
| Швеция              | 10             |
| Швейцария           | 6              |
| Великобритания      | 7              |
| США                 | 3              |
| Top Internet Albums | 3              |

| Чарт (2003)           | Позиция |
| --------------------- | ------- |
| Austrian Albums Chart | 75      |
| Swiss Albums Chart    | 55      |
| Billboard 200         | 82      |
| Чарт (2004)           | Позиция |
| Swiss Albums Chart    | 40      |
| Billboard 200         | 135     |

| Год  | Сингл              | Чарт                       | Позиция |
| ---- | ------------------ | -------------------------- | ------- |
| 2003 | «Eat You Alive»    | Hot Mainstream Rock Tracks | 16      |
| 2003 | «Eat You Alive»    | Modern Rock Tracks         | 20      |
| 2004 | «Build A Bridge»   | Hot Mainstream Rock Tracks | 33      |
| 2004 | «Behind Blue Eyes» | Hot Mainstream Rock Tracks | 11      |
| 2004 | «Behind Blue Eyes» | Modern Rock Tracks         | 18      |
| 2004 | «Behind Blue Eyes» | Billboard Hot 100          | 71      |
| 2004 | «Behind Blue Eyes» | Mainstream Top 40          | 25      |

### Сертификации
| Регион | Сертификация | Продажи    |
| --- | ------------ | ---------- |
| Австралия (ARIA) | Платиновый   | 70 000^    |
| Австрия (IFPI Austria)                                                                                                   | Золотой      | 15 000*    |
| Германия (BVMI) | Золотой      | 100 000^   |
| Россия (NFPF) | Золотой      | 10 000*    |
| Швейцария (IFPI Switzerland)                                                                                             | Золотой      | 20 000^    |
| Великобритания (BPI) | Золотой      | 100 000^   |
| США (RIAA) | Платиновый   | 1,337,356^ |
| * Данные о продажах приведены только на основе сертификации. ^ Данные о тиражах приведены только на основе сертификации. |              |            |